# Chotěvice
Chotěvice (deutsch Kottwitz) ist eine Gemeinde in Tschechien. Sie liegt vier Kilometer südöstlich von Hostinné und gehört zum Okres Trutnov.

## Geographie
Chotěvice erstreckt sich im Riesengebirgsvorland in einem linken Seitental der Elbe entlang des Baches Pilníkovský potok bzw. Volanovský potok, in den hier die Čermná einmündet. Gegen Süden befindet sich der Königreichwald. Nördlich erhebt sich die Kupa (Geierglockenberg, 453 m), im Südosten der Smrk (584 m), südlich die Zavora (548 m), die Svatá Kateřina (Katharinaberg, 511 m) und die Slučí kameny (511 m) sowie im Südwesten der Bradlo (519 m).

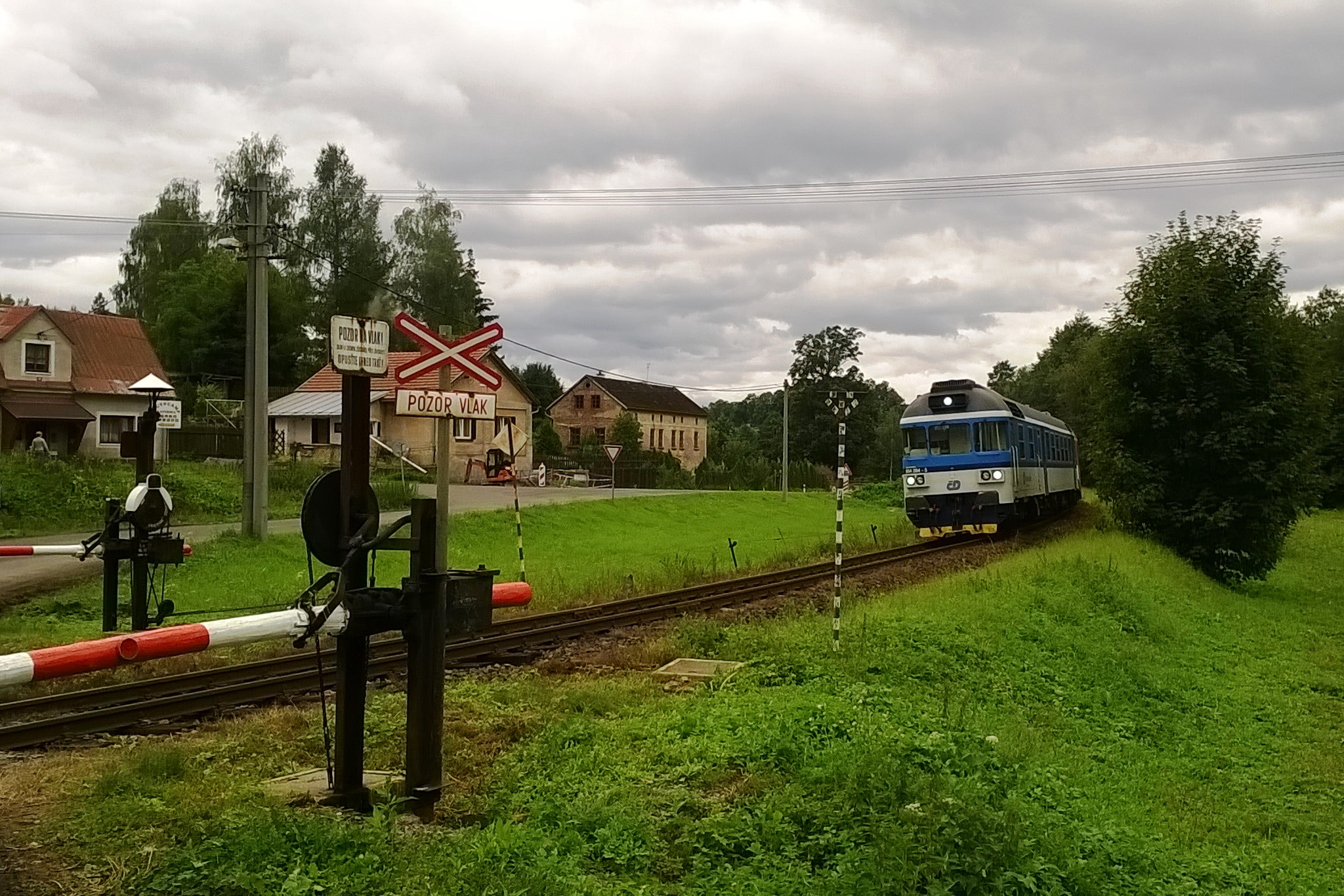
Bahnstrecke durch Chotěvice

Nachbarorte sind Karlovka und Čermná im Norden, Vlčice und Pilníkov im Nordosten, Prostřední Staré Buky und Horní Staré Buky im Osten, Horní Žďár, Výšinka, Záboří und Nové Záboří im Südosten, Nové Domy, Ves Svaté Kateřiny, Kocléřov, Hájemství und Nad Martínkem im Süden, Horní Debrné, Debrné und Zadní Mostek im Südwesten, Nové Zámky, Vestřev und Dolní Olešnice im Westen sowie Hostinné im Nordwesten.
Durch Chotěvice führen die Staatsstraße I/16 zwischen Nová Paka und Trutnov sowie die Bahnstrecke Velký Osek–Trutnov.

## Geschichte
Das langgestreckte Waldhufendorf entstand wahrscheinlich um 1250 im Zuge der deutschen Kolonisation der Grenzwälder. Die Herkunft des Ortsnamens ist unklar. August Sedláček leitete ihn von einem Vladiken Chotěj her, die Schulchronik vom altdeutschen Kott, und weitere Deutungen führen ihn auf die tschechischen Worte choť oder chot zurück. Die Angabe, wonach die Ursprünge des Dorfes Chotěvice bis 1005 zurückreichen, ist nicht belegbar und widerspricht auch der Besiedlungsgeschichte der Gegend. Im 19. Jahrhundert, in dem die o. g. Dorfnamensdeutung publiziert wurde, ist die Bedeutung der adligen Lokatorenfamilie von Kottwitz nicht betrachtet worden.
Urkunden der Familie von Kottwitz aus den Jahren 1362 und 1363 belegen, dass Arnold und Heinrich aus der Familie von Kottwitz, genannt von Köln, Patronatsherren der Ortskirche waren. 1317 wurde der Burgsitz der v. Kottwitz bei Brieg im Herzogtum Brieg, polnisch Stare Kolnie erwähnt. Die Söhne von Heinrich, Niklas von Köln und Wolfhard von Kottwitz wurden 1377 als Nachfolger in einer Arnauer Urkunde genannt. Die Gründung des Ortes ist vermutlich eng mit Arnau verbunden. Die Herren von Torgau und von Kottwitz gehörten zu den Ortsgründern in dieser Zeit.
Die Herren von Kottwitz gründeten nach 1300 noch fünf Ortschaften gleichen Namens in Schlesien, Sachsen und der Lausitz. So auch die Stadt Kotwitz in der Niederlausitz, seit 1500/1600 nur noch Cottbus genannt. Der Wappengeber von Cottbus, Fredehelm von Cottbus war mit Adelheid von Colditz († 1309) verheiratet. Die Nachbarstadt von Kottwitz, Arnau, befand sich seit 1458 in der Hand der Anna von Kolditz. Diese Fakten zeigen die über 100 Jahre währende Verschwägerung der Gründerfamilien. Noch 1394 wird Nickel von Kottwitz von Kölln in der Gegend genannt. Er wird als gestrenger Ritter gesessen zu Trautenau in einer Prager Urkunde bezeichnet. Die Ritter von Kottwitz dienten dem Deutschen Orden. Sie leisteten u. a. in den Deutschordensburgen Henneburg in dem böhmischen Kronland am Main ihren Ritterdienst. Die Arnauer Bürgerfamilie Gerner(t) / Kerner in Arnau und Tschermna kamen mit den von Kottwitz aus dem Maindrei- und Mainviereck. Historisch bedeutend ist auch der Dienst der von Kottwitz auf der Marienburg mit der Teilnahme als Anführer in der Schlacht bei Tannenberg.
Die erste schriftliche Erwähnung von Chotyenicz erfolgte 1362. Die Schreibweisen des Ortsnamens waren sehr variabel:
- 1363 als Cotwicz
- 1370 als Chotwicz
- 1388 als Cothwicz
- 1403 als Chotowicz
- 1415 als Kotwicz
- 1476 als Chotobice
- 1538 als Chotwitz[3]

Die Kirche St. Peter und Paul ist seit 1384 als Pfarrkirche nachweisbar. Frühe Patronatspfarrer waren
- Sifridus de Germir ab 9. Dez. 1362 († 1388), die Grundherren Arnoldi, Henrici und Nicolay von Kottwitz, genannt von Köln setzen ihn ein
- Otto von Benehtendorff bis 1395
- Johannes von Niedersteine im Glatzer Land bis 1396
- Johannes von Chwoynecz bis 1403
- Martin von Oels bis 1406
- Nikolaus von Kottwitz, genannt von Köln bis 1413
- Johannes von Kanowa bis 1415
- Johannes von Königshof vermutlich bis 1424
- ab 1541 Franz Ay von Trautenau (Protestant)

Während der Hussitenkriege wurde die Kirche zerstört und der katholische Pfarrer vertrieben. Die nachfolgend eingesetzten protestantischen Geistlichen blieben nicht lange, da die Bevölkerung weiterhin katholisch blieb. Dies änderte sich erst, als auch die Pfarre Arnau im Zuge der Reformation lutherisch geworden war. Im Jahre 1520 verkaufte Katharina von Kozojedy das Gut Chotobice mit allem Zubehör an Johann von Wartenberg, der es mit seiner Herrschaft Arnau vereinte. Dieser veräußerte die Herrschaft 1522 seinem Schwager Zdeněk von Waldstein. In dem Kauf findet sich eine Beschreibung des Schlosses, der Feste, der Brauerei und weiterer Gebäude in Chotobice. Letzter protestantischer Pfarrer war Emanuel Moller, der vor dem Eingang zur Kirche einen Grabstein für seine zwischen 1605 und 1624 verstorbene Frau, drei Söhne und fünf Töchter errichten ließ. Nach dem Dreißigjährigen Krieg wurde die Pfarre Chotěvice aufgehoben und die Kirche als Filialkirche der katholischen Dechantei Arnau zugeordnet.
Als Besitzer des zunächst eigenständigen Gutes wechselten sich verschiedene Adelsgeschlechter in rascher Folge ab. Dazu gehörten bis 1370 Arnold mit seinem Bruder Heinrich von Kottwitz gen. von Köln, ab 1370 Niklas von Köln und Wolfhard von Kottwitz und der letzte Besitzer des Geschlechts derer von Kottwitz war Martin von Köln. Nach dem Hussitenkrieg, ließ sich 1454 Hynek von Lichtenburg den Besitz mit dem Meierhof, den Bauerngütern, den Zinsleistungen und dem Kirchenpatronat von der Witwe Barbara des Kaisers bestätigen. 1470 besitzt Johann von Kozojed Kottwitz. 1520 geht der Ort von der Tochter Johanns auf Johann von Wartenberg auf Arnau über. 1522 folgt Zdeněk von Waltstein und um 1541 Georg von Waldstein als Gutsbesitzer.
Die erste Dorfschule nahm 1660 im Pfarrhaus den Unterricht auf. Die Untertanen waren dem Chottwitzer Maierhof fronpflichtig. Seit dem Ende des 17. Jahrhunderts wurde der Ort als Kottwitz bezeichnet. 1787 wurde in Kottwitz eine Lokalie eingerichtet, deren Pfarrer Johann Schrutek aus Mitteln des Religionsfonds bezahlt wurde und zu deren Sprengel auch die Ortschaften Karlseck, Katharinadörfel und Kaiserlich Döberney umfasste. Im Jahr darauf entstand ein neues Schulhaus.
In der Nacht vom 12. zum 13. Juli 1832 brach über Kottwitz ein verheerendes Unwetter herein. Durch Blitzeinschläge brannten sowohl die Kirche als auch die hölzerne Kapelle auf dem Katharinaberg nieder. 1835 ließ Pfarrer Ambrosius Schmid beide wieder herrichten. 1834 bestand Kottwitz aus 158 Häusern und hatte 995 Einwohner. Im Dorf befanden sich eine Schule und eine dreigängige Mühle mit Brettsäge. Die Kirche wird dabei als unansehnliches steinernes Gebäude, dunkel und feucht, mit einer bretternen Decke, nur das Presbyterium ist gewölbt; sie hat drei Altäre, eine Orgel mit zwölf Registern und Positiv, einen Thurm mit vier Glocken und einer Uhr beschrieben. Karlseck hatte 458 Einwohner und bestand aus 78 Häusern und einem Meierhof. In den sechs Häusern von Katharinadörfel lebten 38 Personen.
Bis zur Mitte des 19. Jahrhunderts blieb Kottwitz immer zur Herrschaft Arnau und zuletzt den Grafen Deym von Střítež untertänig.

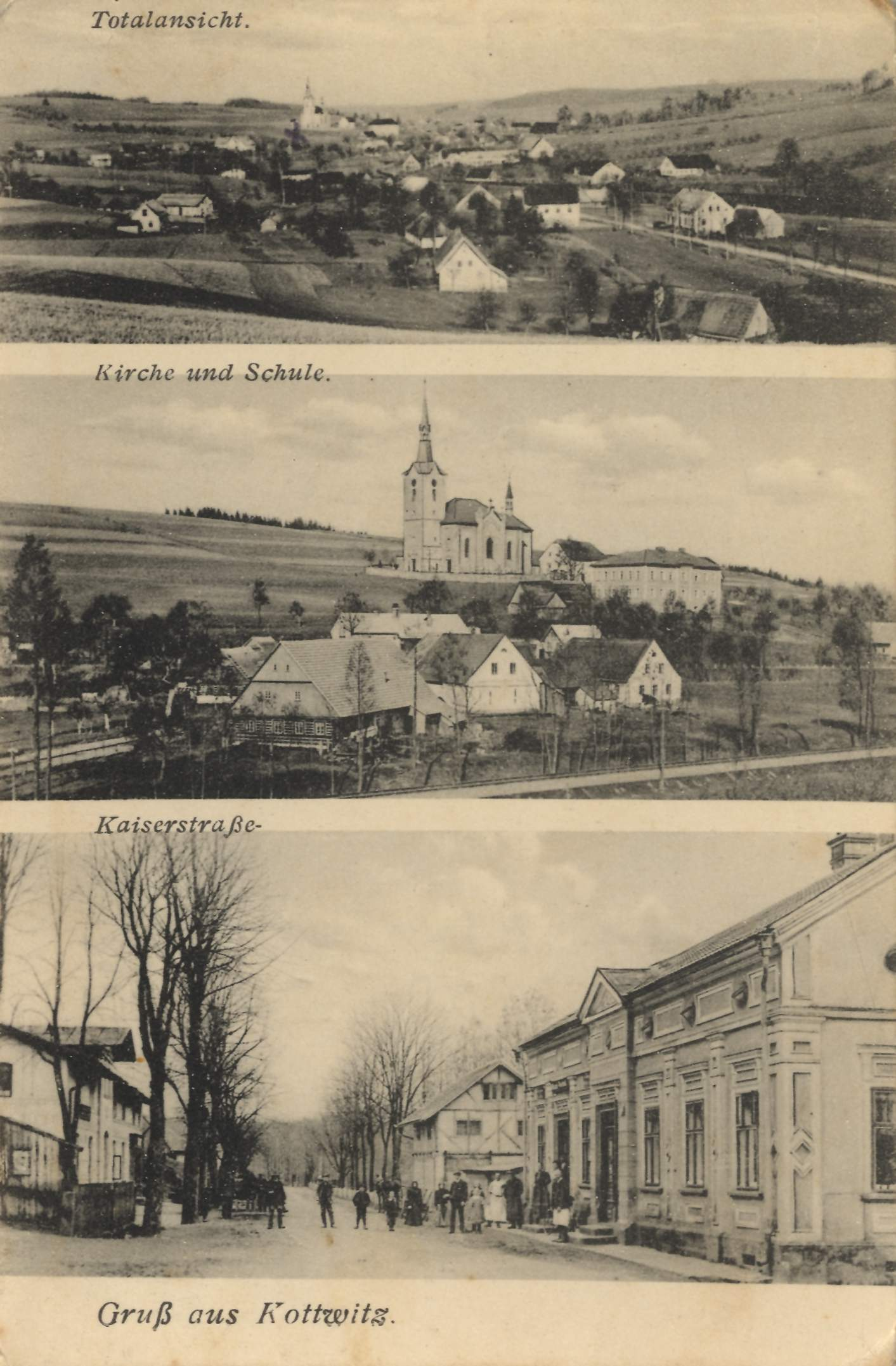
Kottwitz (Ansichtskarte, etwa 1900)

Nach der Aufhebung der Patrimonialherrschaften bildete Kottwitz / Chotěvice mit den Ortsteilen Karlseck und Katharinadörfel ab 1850 eine Gemeinde im Gerichtsbezirk Arnau bzw. im Bezirk Hohenelbe. Zu dieser Zeit sammelte der neue Kottwitzer Pfarrer und spätere Arnauer Kaplan Johann Weber in Österreich, den deutschen Ländern, Italien und Frankreich Spenden für den Bau einer neuen, größeren und stattlicheren Kirche, deren Bau zwischen 1861 und 1863 erfolgte. Die Eisenbahn zwischen Pelsdorf und Trautenau entstand in den Jahren 1868–1869 und nahm 1870 den Betrieb auf. Im Jahre 1891 wurde ein Postamt eingerichtet. 1914 erfolgte die Elektrifizierung von Kottwitz / Chotěvice. Katharinadörfel führte ab 1921 auch den tschechischen Namen Ves Svaté Kateřiny. 1921 bildete sich eine Genossenschaft zum Bau der Eisenbahn Jičín – Nová Paka – Pecka – Trutnov – Chotěvice als Teil einer Welteisenbahn von Le Havre nach Kiew. Die örtliche Wasserversorgung entstand 1930. Im selben Jahre hatte die Gemeinde 1785 Einwohner, 1939 waren es 1778. Am 20. Juni 1937 beschloss der Gemeinderat die Errichtung eines neuen Gemeindeamtes, in dem neben der Gemeindeverwaltung mit Sitzungssaal und Archiv auch die Post, eine Arztpraxis und Wohnungen entstehen sollten. Infolge des Münchner Abkommens wurde Kottwitz 1938 dem Deutschen Reich angeschlossen und gehörte bis 1945 zum Landkreis Hohenelbe. Nach dem Zweiten Weltkrieg kam der Ort, dessen Einwohnerschaft zu 90 % aus Deutschen bestand, zur Tschechoslowakei zurück. Für die Ansiedlung Karlseck, die bis dahin keinen tschechischen Namen besaß, wurde 1946 der amtliche Name Karlovka eingeführt Infolge der Vertreibung der deutschen Bewohner ging die Einwohnerzahl ab 1946 stark zurück. Ab 1956 begann die Zerschlagung der Handwerksbetriebe, lediglich Reparaturwerkstätten konnten weiter bestehen. Nach der Aufhebung des Okres Vrchlabí wurde Chotěvice mit Beginn des Jahres 1961 dem Okres Trutnov zugeordnet. 1961 wurden die Wallfahrtskapelle auf dem Berg Svatá Kateřina und das Dorf Ves Svaté Kateřiny abgerissen. Der Name des Dorfes wurde später auf die am südlichen Fuße des Berges Svatá Kateřina im Tal des Baches Kateřinský potok entstandene Feriensiedlung übertragen. Die Ziegelei wurde 1961 stillgelegt.
In den 1980er Jahren wuchs die Einwohnerzahl von Chotěvice wieder an. Wegen der verkehrsgünstigen und zugleich landschaftlich reizvollen Lage des Dorfes siedelten sich Menschen aus der Slowakei, Hradec Králové und der Gegend um Jičín, die in Hostinné arbeiteten, in Chotěvice an. Chotěvice ist heute das drittgrößte Dorf im Okres Trutnov.

## Ortsgliederung
Für die Gemeinde Chotěvice sind keine Ortsteile ausgewiesen. Zu Chotěvice gehören die Ansiedlungen Karlovka, auch Karlov (Karlseck) und Ves Svaté Kateřiny, auch Amerika (Katharinadörfel).

## Sehenswürdigkeiten

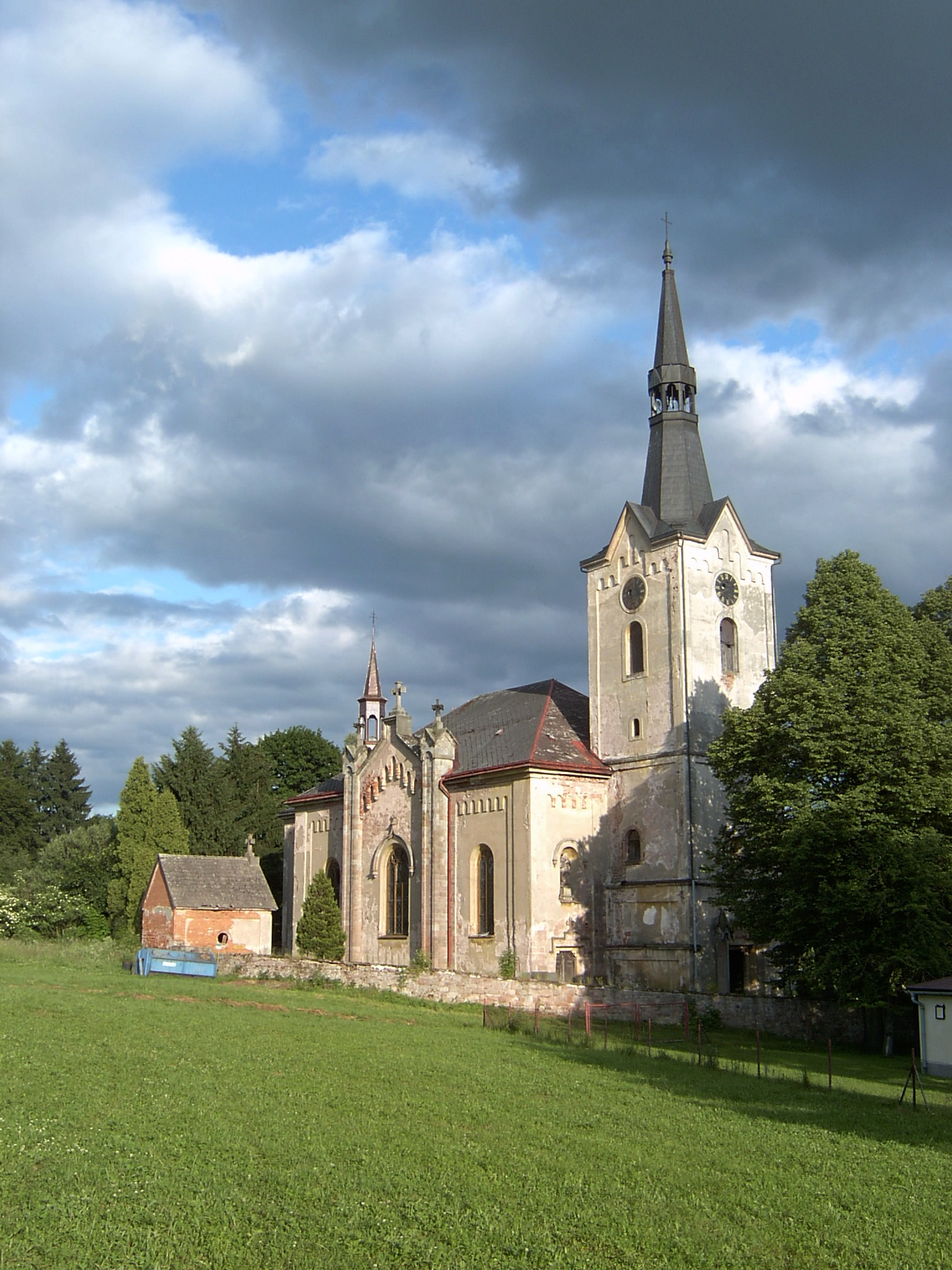
Kirche St. Peter und Paul

- Kirche St. Peter und Paul, der 1861–63 aus rotem Sandstein errichtete Bau befindet sich auf dem Friedhof
- Steinkreuz am Friedhofeingang, errichtet 1787 durch Pfarrer Johann Schrutek
- Pfarrhaus, der im 16. Jahrhundert errichtete Renaissancebau weist noch Reste von Sgraffitoverzierungen auf
- Kalvariensäule an der Friedhofsmauer, geschaffen 1810
- Denkmal für die 76 Gefallenen des Ersten Weltkrieges, geschaffen 1925 aus Horschitzer Sandstein durch das Unternehmen Barta & Wagner aus Jaroměř
- Reste der Wallfahrtskapelle der hl. Katharina auf dem Berg Svatá Kateřina; die 1832–35 errichtete Kapelle wurde 1961 abgebrochen. An ihrem Platz befindet sich ein Sendeturm der T-Mobile.
- gezimmerte Häuser in Volksbauweise
- Erholungsgebiet Svatá Kateřina im Tal des Kateřinský potok

## Namen der deutschen Bevölkerung
Die typischen Namen der Gebirgsbauern waren Adolf, Buchberger, Erlebach, Fischer, Goder, Kraus, Lahr, Renner und Zinnecker. Die Hohenelber waren Bittner, Ettel, Ettrich, Erben, Gottstein, Mähwald und Seidel, Langenauer Namen waren Burkert, Graf und Schreier. Hermannseifner Namen waren Fries, Drescher, Klug, Patzelt und Riedel. Kerner, Nagel, Purmann wohnten in Tschermna, Kuhn, Langner und Rummler gab es in Kottwitz. In Arnau (1921) herrschten die alten deutschen Namen Gernert, Richter und andere infolge bedeutender Zu- und Abwanderung (Exulanten) nicht mehr vor.

## Persönlichkeiten
- Edwin Rolf (1899–1991), der Maschinenbauunternehmer und Hobbyastronom fertigte 1929 in seiner Maschinenfabrik in Kottwitz sein erstes Medial-Fernrohr mit einer Öffnung von 206 mm an. Ende 1932 nahm er in seiner Privatsternwarte das größte Teleskopfernrohr der Tschechoslowakei in Betrieb. 1940 zog Rolf nach Rathenow, wo er zwischen 1949 und 1953 den Rathenower Refraktor konstruierte.